# تکیه چهارسوقی
تکیه چهارسوقی مربوط به دوره قاجار است و در اصفهان، غرب تخت فولاد، جنوب مسجد مصلی واقع شده و این اثر در تاریخ ۱۰ خرداد ۱۳۸۲ با شمارهٔ ثبت ۹۰۸۴ به‌عنوان یکی از آثار ملی ایران به ثبت رسیده است.